# Prosatín
Prosatín je vesnice, část obce Kuřimská Nová Ves v okrese Brno-venkov v Jihomoravském kraji. Nachází se v Křižanovské vrchovině, asi 2 km na jih od Kuřimské Nové Vsi. Žije zde 12 obyvatel. Katastrální území Prosatína má rozlohu 1,62 km².

## Historie
První písemná zmínka o vsi je z roku 1390. Od roku 1850 byl Prosatín součástí Blahoňova, a to až do roku 1990. Od 1. července 1990 byl samostatnou obcí, součástí Kuřimské Nové Vsi se stal 1. ledna 2002.
K 1. lednu 2005 byla vesnice Prosatín, jako součást obce Kuřimská Nová Ves, společně s dalšími 23 obcemi převedena z okresu Žďár nad Sázavou (Kraj Vysočina) pod okres Brno-venkov (Jihomoravský kraj).

## Obecní symboly
Dne 17. října 1997 byly rozhodnutím č. 41 předsedy Poslanecké sněmovny Parlamentu České republiky uděleny obci Prosatín obecní symboly, znak a vlajka (tehdejší terminologií zákona označovaná jako prapor). Znak tvořil stříbrný štít se zeleným zkráceným klínem, ve kterém se nacházel zlatý květ pampelišky smetánky. Vlajka sestávala z bílého listu s poměrem stran 2:3, se dvěma kosmými pruhy, žlutým a zeleným. Šířka polí na žerďovém okraji byla v poměru 2:1:2 a na vlajícím okraji v poměru 2:2:1. Obecní symboly Prosatína zanikly zánikem obce a jejím připojením ke Kuřimské Nové Vsi k 1. lednu 2002.

Znak obce Prosatín (1997–2001)
Vlajka obce Prosatín (1997–2001) Poměr stran: 2:3

## Obyvatelstvo
| Rok            | 1869 | 1880 | 1890 | 1900 | 1910 | 1921 | 1930 | 1950 | 1961 | 1970 | 1980 | 1991 | 2001 | 2011 | 2021 |
| -------------- | ---- | ---- | ---- | ---- | ---- | ---- | ---- | ---- | ---- | ---- | ---- | ---- | ---- | ---- | ---- |
| Počet obyvatel | 52   | 59   | 51   | 52   | 53   | 46   | 47   | 47   | 38   | 34   | 31   | 24   | 14   | 20   | 12   |
| Počet domů     | 7    | 8    | 7    | 9    | 9    | 10   | 10   | 12   | 9    | 11   | 10   | 12   | 12   | 12   | 8    |

Vývoj počtu obyvatel

## Galerie

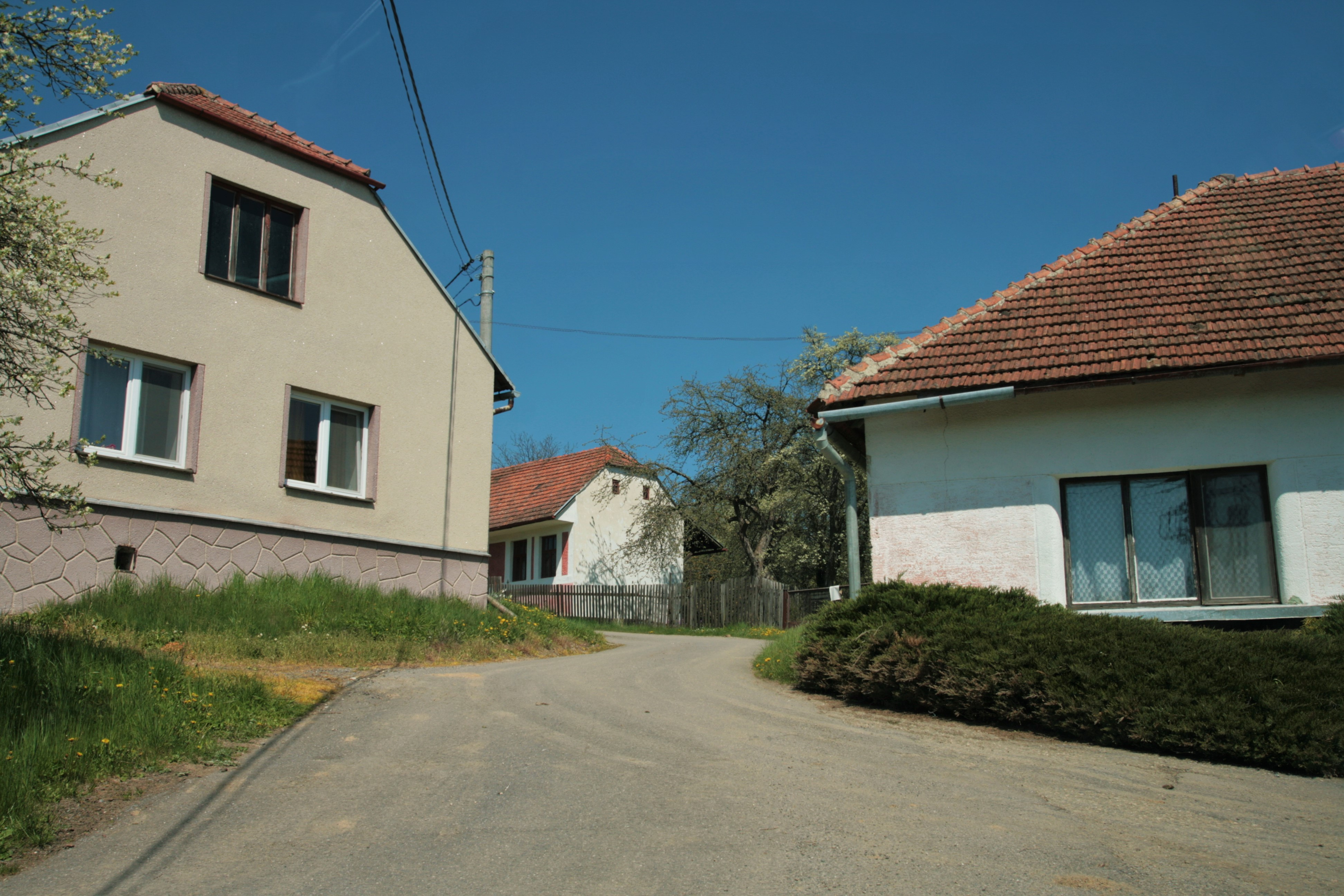
Střed vsi
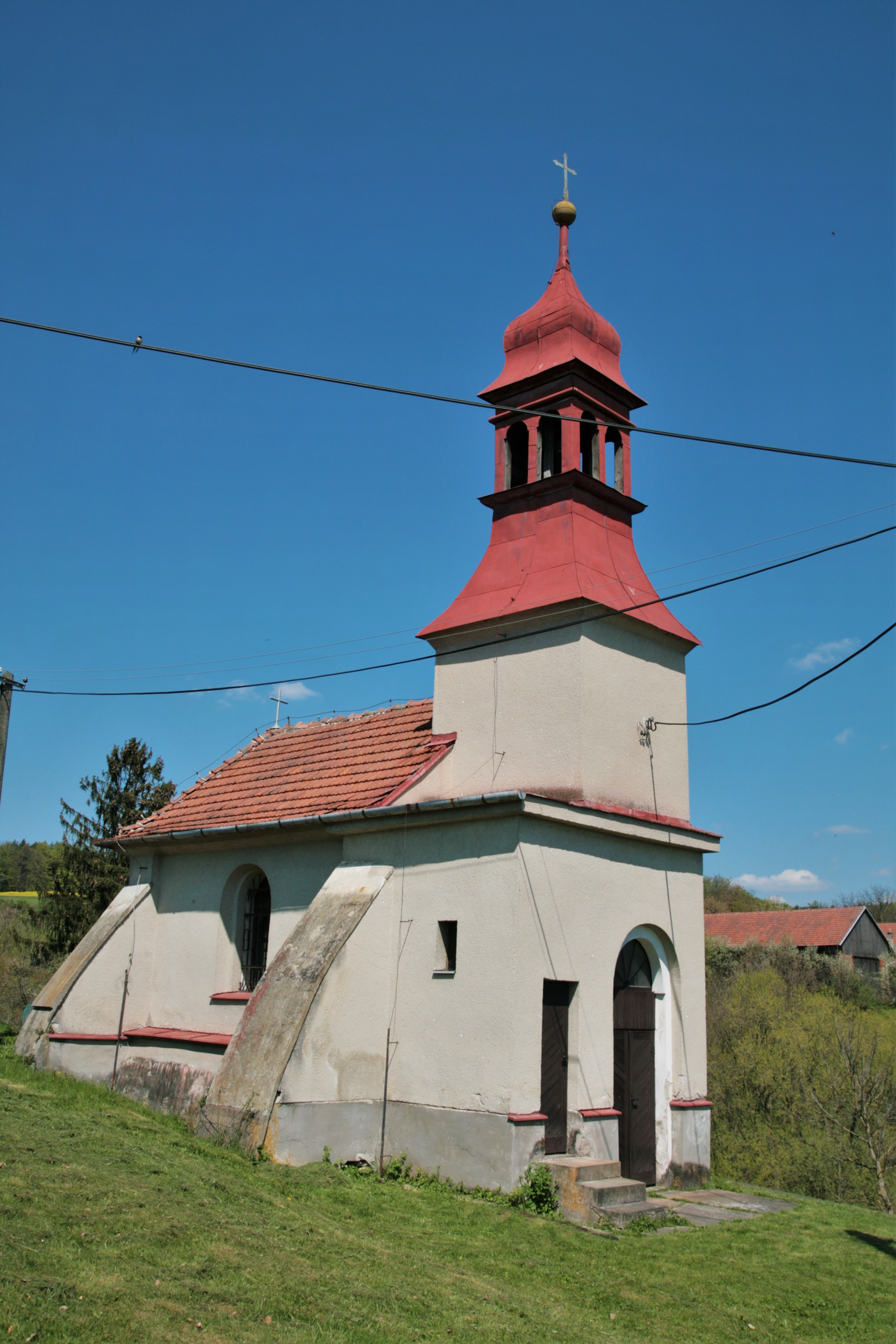
Kaple Panny Marie Růžencové